# Karl Banse
Karl Banse (* 16. Februar 1901 in Thale; † 5. November 1977) war ein deutscher Wirtschaftswissenschaftler.

## Leben
Banse besuchte das Gymnasium in Magdeburg und absolvierte dann eine Lehre im Groß- und Einzelhandel. Anschließend studierte an der Handelshochschule Leipzig und war dort Mitglied des Corps Hermunduria. 1921 bestand er die Prüfung zum Diplom-Kaufmann. 1923 folgte die Promotion an der Universität Heidelberg. In der Promotionszeit und danach war er bis 1926 Assistent von Heinrich Sommerfeld an der Handelshochschule in Mannheim. 1926 habilitierte er sich in Königsberg (Preußen) im Fach Betriebswirtschaftslehre, wo er einen Lehrauftrag an der Universität erhielt. Diesen behielt er auch bei, als ihm 1933 ein betriebswirtschaftliches Ordinariat an der Königsberger Handelshochschule übertragen wurde. Er war auch Dozent am Herder-Institut Riga. 1934 trat er in die SA ein. Am 8. Juni 1937 beantragte Banse die Aufnahme in die NSDAP und wurde rückwirkend zum 1. Mai desselben Jahres aufgenommen (Mitgliedsnummer 4.869.848). Nach Teilnahme am Zweiten Weltkrieg und Kriegsgefangenschaft nahm er 1949 seine wissenschaftliche Arbeit wieder auf. Er wurde Ordinarius für Betriebswirtschaftslehre an der Julius-Maximilians-Universität Würzburg, 1952 an der Universität Frankfurt am Main. 

## Werke
- Organisation und Methoden der betriebswirtschaftlichen Statistik (1929)

## Einzelbelege
1. ↑  Bundesarchiv R 9361-IX KARTEI/1381131
2. ↑  Peter Mantel: Betriebswirtschaftslehre und Nationalsozialismus, Wiesbaden 2009, S. 637

| Personendaten    | Personendaten                        |
| ---------------- | ------------------------------------ |
| NAME             | Banse, Karl                          |
| KURZBESCHREIBUNG | deutscher Wirtschaftswissenschaftler |
| GEBURTSDATUM     | 16. Februar 1901                     |
| GEBURTSORT       | Thale                                |
| STERBEDATUM      | 5. November 1977                     |